# أوتو مور
أوتو مور (بالإنجليزية: Otto Moore)‏ مواليد 27 أغسطس 1946 في ميامي، هو لاعب كرة سلة أمريكي سابق. بدأ مسيرته الاحترافية في سنة 1968. تم اختياره من قبل فريق ديترويت بيستونز خلال الدرافت. يبلغ طوله 6 قدم 11 بوصة (2.1 م). اعتزل اللعب في 1980. أحرز خلال مسيرته في الإن بي إيه 5616 نقطة بمعدل 8.2 نقاط في المباراة الواحدة.

## المسيرة الاحترافية
لعب مع ديترويت بيستونز من سنة 1968 إلى 1971، ثم لعب مع فينيكس صنز في موسم 1971–1972، ثم لعب مع هيوستن روكتس من سنة 1972 إلى 1974، ثم لعب مع سكرامنتو كينغز في موسم 1973–1974، ثم لعب مع ديترويت بيستونز في سنة 1974، ثم لعب مع يوتا جاز في سنة 1974، ثم لعب مع فيرتوس روما في الدوري الإيطالي في موسم 1977–1978، ثم لعب مع سان ميغيل بيرمن في موسم 1979–1980.

## روابط خارجية
- أوتو مور على موقع إن بي أي (الإنجليزية)
- أوتو مور على موقع سبورتس رفرنس (الإنجليزية)
- أوتو مور على موقع ريلجم (الإنجليزية)
- أوتو مور على موقع بروبوليرز (الإنجليزية)